# Карлхайнц Дешнер
Карлхайнц Дешнер (на немски: Karlheinz Deschner) е немски писател, автор на романи, афоризми, есета и публицистика. Създава си име като критик на религията и църквата.

## Биография
Карлхайнц Дешнер израства в католическо семейство. Получава основно образование в Тросенфурт, после учи във францисканската семинария в Детелбах и завършва гимназия в интерната на кармелитите в Бамберг. През 1942 г. полага зрелостен изпит и заедно с целия клас веднага се зачислява като доброволец във Вермахта. Многократно е раняван, но до капитулацията служи като войник – накрая като парашутист.
След военната си служба във Втората световна война Дешнер следва през 1946/47 г. във философско-теологическия институт в Бамберг, а от 1947 до 1951 г. – във Вюрцбургския университет. Слуша лекции по литературознание, право, философия, теология и история. През 1951 г. завършва с теза „Метафизичното отчаяние у Ленау и поетическото му превъплъщение“.
В началото на 50-те години извършва интензивни литературни изследвания. Мисленето му е повлияно от философите Фридрих Ницше, Имануел Кант и Артур Шопенхауер.
През 1956 г. на 32-годишна възраст Дешнер публикува първата си книга – романа „Нощта витае край моя дом“ („Die Nacht steht um mein Haus“). През следващата година представя сборника си „Какво мислите за християнството?“ („Was halten Sie vom Christentum?“), в който включва есета за Херман Кестен, Хайнрих Бьол, Арно Шмит, Макс Брод, Арнолд Цвайг и др. Тази книга се смята за първата му творба на тема критика на църквата.
Още през следващата 1957 г. излиза литературнокритическият му труд „Кич, конвенция и изкуство“ („Kitsch, Konvention und Kunst“), а през 1958 г. – романът „Флоренция без слънце“ („Florenz ohne Sonne“).
Благодарение на частни спонсори Дрешнер може без особени материални затруднения да се посвети на основната си творба „Криминална история на християнството“ („Kriminalgeschichte des Christentums“), публикувана в десет тома след 1986 г.
След 1988 г. писателят постепенно получава обществено признание, което се изразява в литературни награди и отличия.
През 2006 г. Дешнер е избран за член на Сръбската академия на науките и изкуствата в Белград.
Става член на немския ПЕН клуб и почетен член на Хуманистичния съюз в Бавария.
До смъртта си през 2014 г. живее в малкия град Хасфурт на река Майн в Долна Франкония.

### Романи
- Die Nacht steht um mein Haus, 1956
- Florenz ohne Sonne, 1958
- Die frühen autobiographischen Romane (Ново издание на романите в един том), 2016

### Афоризми
- Nur Lebendiges schwimmt gegen den Strom, 1985
- Ärgernisse, 1994
- Mörder machen Geschichte, 2003
- Auf hohlen Köpfen ist gut trommeln (Alte und neue Aphorismen), 2016

### Публицистика
- Kitsch, Konvention und Kunst. Eine literarische Streitschrift, 1957, 1991
- Abermals krähte der Hahn. Eine kritische Kirchengeschichte, 1962, 1972, 2015
- Talente, Dichter, Dilettanten. Überschätzte und unterschätzte Werke in der deutschen Gegenwart, 1964, 1974
- Mit Gott und den Faschisten. Der Vatikan im Bunde mit Mussolini, Franco, Hitler und Pavelić, 1965, 2012
- Kirche und Faschismus, 1968
- Das Kreuz mit der Kirche. Eine Sexualgeschichte des Christentums 1974; überarbeitete Neuausgabe 1992; Sonderausgabe 2009
- Kirche des Un-Heils. Argumente, um Konsequenzen zu ziehen, 1974
- Ein Papst reist zum Tatort, 1981
- Ein Jahrhundert Heilsgeschichte. Die Politik der Päpste im Zeitalter der Weltkriege. 2 Bände 1982/1983, Erweiterte Neuausgabe in einem Band als Die Politik der Päpste, 2013
- Die beleidigte Kirche oder: Wer stört den öffentlichen Frieden? Gutachten im Bochumer § 166-Prozess, 1986
- Kriminalgeschichte des Christentums (zehn Bände), 1986ff
  - Band 1: Die Frühzeit. Von den Ursprüngen im Alten Testament bis zum Tod des hl. Augustinus (430)
  - Band 2: Die Spätantike. Von den katholischen „Kinderkaisern“ bis zur Ausrottung der arianischen Wandalen und Ostgoten unter Justinian I. (527–565)
  - Band 3: Die Alte Kirche. Fälschung, Verdummung, Ausbeutung, Vernichtung
  - Band 4: Frühmittelalter. Von König Chlodwig I. (um 500) bis zum Tode Karls des Großen (814)
  - Band 5: 9. und 10. Jahrhundert. Von Ludwig dem Frommen (814) bis zum Tode Ottos III. (1002)
  - Band 6: 11. und 12. Jahrhundert. Von Kaiser Heinrich II. dem „Heiligen“ (1002) bis zum Ende des Dritten Kreuzzugs (1192)
  - Band 7: 13. und 14. Jahrhundert. Von Kaiser Heinrich VI. (1190) zu Kaiser Ludwig IV. dem Bayern (1347)
  - Band 8: 15. und 16. Jahrhundert. Vom Exil der Päpste in Avignon bis zum Augsburger Religionsfrieden
  - Band 9: Mitte des 16. bis Anfang des 18. Jahrhunderts. Vom Völkermord in der Neuen Welt bis zum Beginn der Aufklärung
  - Band 10: 18. Jahrhundert und Ausblick auf die Folgezeit. Könige von Gottes Gnaden und Niedergang des Papsttums
- Opus Diaboli. Fünfzehn unversöhnliche Essays über die Arbeit im Weinberg des Herrn, 1987, 2016
- Der gefälschte Glaube. Eine kritische Betrachtung kirchlicher Lehren und ihrer historischen Hintergründe, 1988, Unveränderte Neuauflage zum 80. Geburtstag, 2004
- Dornröschenträume und Stallgeruch. Über Franken, die Landschaft meines Lebens, 1989, 2004
- Der Anti-Katechismus. 200 Gründe gegen die Kirchen und für die Welt, 1991, überarbeitete Neuausgabe 2015
- Der Moloch. „Sprecht sanft und tragt immer einen Knüppel bei euch!“ Zur Amerikanisierung der Welt, 1992
- Die Vertreter Gottes. Eine Geschichte der Päpste im 20. Jahrhundert, 1994
- Was ich denke, 1994
- Weltkrieg der Religionen. Der ewige Kreuzzug auf dem Balkan (mit Milan Petrović), 1995, Neuausgabe als Krieg der Religionen, 1999
- Oben ohne. Für einen götterlosen Himmel und eine priesterfreie Welt. Zweiundzwanzig Attacken, Repliken und andere starke Stücke, 1997
- Für einen Bissen Fleisch. Das schwärzeste aller Verbrechen, 1998
- Die Rhön. Heidnisches und Heiliges, Urtümlichkeit und Idyllik einer einsamen Landschaft, 1998
- Memento! Kleiner Denkzettel zum „Großen Bußakt“ des Papstes im Heiligen Jahr 2000, 1999
- Musik des Vergessens. Über Landschaft, Leben und Tod im Hauptwerk Hans Henny Jahnns, 2003
- Poeten und Schaumschläger – Von Jean Paul bis Enzensberger. 24 Aufsätze zur Literatur und Literaturkritik, 2007

## Награди и отличия
- 1988: „Награда Арно Шмит“
- 1993: Alternativer Büchnerpreis
- 2001: Erwin-Fischer-Preis
- 2004: „Награда Волфрам фон Ешенбах“
- 2006: Premio letterario Giordano Bruno, Mailand